# Pipistrellus abramus
Pipistrellus abramus (Temminck, 1838) è un pipistrello della famiglia dei Vespertilionidi diffuso nell'estremo oriente.

## Descrizione

### Dimensioni
Pipistrello di piccole dimensioni, con la lunghezza della testa e del corpo tra 38 e 60 mm, la lunghezza dell'avambraccio tra 31 e 36 mm, la lunghezza della coda tra 29 e 45 mm, la lunghezza del piede tra 6 e 10 mm, la lunghezza delle orecchie tra 8 e 13 mm e un peso fino a 5,8 g.

### Aspetto
La pelliccia è corta e arruffata. Le parti dorsali sono bruno-grigiastre o grigio-olivastre, leggermente brizzolate, mentre le parti ventrali sono bruno-grigiastre chiare. Il muso è largo, con due masse ghiandolari sui lati. Le orecchie sono corte, larghe, triangolari, con un antitrago ispessito che si estende in avanti fino all'angolo posteriore del muso. Il trago è circa la metà del padiglione auricolare, leggermente piegato in avanti e con l'estremità arrotondata. Le membrane alari sono marroni, semi-trasparenti e attaccate posteriormente alla base dell'alluce. I piedi sono piccoli. La punta della lunga coda si estende pet circa un millimetro oltre l'ampio uropatagio. Il calcar è lungo e carenato. Il pene è molto lungo. Il cariotipo è 2n=26 FNa=44.

### Ecolocazione
Emette ultrasuoni sotto forma di impulsi a banda stretta e frequenza modulata con massima energia a 43,8–52 kHz. 

## Biologia

### Comportamento
Si rifugia in gruppi anche di un centinaio di individui negli edifici, spesso sotto le tegole dei tetti.

### Alimentazione
Si nutre di insetti volanti, particolarmente coleotteri, ditteri, tricotteri e in misura minore di emitteri, omotteri, imenotteri e lepidotteri catturati intorno alle luci artificiali.

## Distribuzione e habitat
Questa specie è diffusa nelle province cinesi orientali e nord-orientali della Mongolia interna, Heilongjiang, Liaoning, Hebei, Tianjin, Shanxi, Jiangsu, Gansu, Sichuan, Yunnan, Shandong, Anhui, Zhejiang, Hubei, Hunan, Guangxi, Fujian, Jiangxi, Guangdong, Hong Kong, Macao, Guizhou, Xizang, Shaanxi e isole di Hainan e Taiwan, Penisola coreana, isole giapponesi di Hokkaidō, Honshū, Shikoku, Kyūshū, Tsushima, Takarajima, Yaku, Tane, Kuchino, Amami Ōshima, Tokunoshima, Okinawa, Kakeroma, Miyako, Irabu, Ishigaki, Iriomote e Yonaguni; Myanmar nord-orientale, Vietnam settentrionale e centrale, Laos settentrionale e negli stati indiani dell'Andhra Pradesh, Arunachal Pradesh e Uttar Pradesh. È nota un'osservazione anche sull'isola russa di Sachalin.
Vive nelle zone urbane, è invece assente dalle zone montane e dalle foreste dove non sono presenti strutture dove rifugiarsi.

## Conservazione
La IUCN Red List, considerato il vasto areale, l'adattabilità e l'assenza di minacce rilevanti, classifica P.abramus come specie a rischio minimo (Least Concern)).